# Ratzert
Ratzert är en kommun och ort i Landkreis Neuwied i förbundslandet Rheinland-Pfalz i Tyskland.
Kommunen ingår i kommunalförbundet Verbandsgemeinde Puderbach tillsammans med ytterligare 15 kommuner.